# Vernon Sylvaine
Vernon Sylvaine est un dramaturge et un scénariste britannique né le 9 août 1896 à Manchester (alors dans le Lancashire) et mort le 23 novembre 1957 à Angmering (Sussex de l'Ouest).

## Filmographie (sélection)
- 1951 : Une avoine sauvage (One Wild Oat) de Charles Saunders
- 1953 : Le Scandaleux Mister Sterling (Will Any Gentleman...?) de Michael Anderson
- 1955 : Norman diplomate (Man of the Moment) de John Paddy Carstairs